# Schmalspurbahn Rjasan–Wladimir
| Meschtschorskaja-Magistrale                        | Meschtschorskaja-Magistrale           |
| -------------------------------------------------- | ------------------------------------- |
| Eingemottete Diesellokomotive der SŽD-Baureihe ТУ7 |                                       |
| Meschtschorskaja-Magistrale                        |                                       |
| Streckenlänge:                                     | 1901: 211 km 1913: 209 km 2007: 30 km |
| Spurweite:                                         | 750 mm (Schmalspur)                   |
|                                                    |                                       |

Die Schmalspurbahn Rjasan–Wladimir (russisch Рязанско-Владимирская узкоколейная железная дорога, transkr. Rjasansko–Wladimirskaja uskokoleinaja schelesnaja doroga, transl. Râzansko–Vladimirskaâ uzkokolejnaâ železnaâ doroga) oder die Meschtschorskaja-Magistrale (russisch Мещёрская магистраль, transkr. Meschtschorskaja magistral, transl. Meŝorskaâ magistral’) war eine bis zu 211 Kilometer lange Schmalspurbahn von Rjasan über Tuma nach Wladimir in Russland. Sie hatte eine Spurweite von 750 Millimetern und spielte eine wichtige Rolle bei der Entwicklung der bewaldeten Gebiete am linken Ufer der Oka.

## Lage
Die Strecke verband die industriell geprägte Meschtschora-Region (региона Мещёра) über den Bahnhof Tuma mit der Breitspurbahn. Sie begann am Bahnhof Rjasan-Pristan (Рязань-Пристань), der in den Flussauen im Nordosten von Rjasan lag. Die Länge der Hauptstrecke betrug 211 Kilometer. Fahrgäste und Frachten erreichten den Bahnhof über einen Fußgängersteg über den Fluss Oka. Eine Eisenbahnbrücke über den Fluss wurde nie gebaut, was dazu führte, dass es keinen Transitverkehr gab.

## Geschichte
Im Jahr 1893 gab es östlich von Kriuscha (Криуша) einen großen Waldbrand, woraufhin beschlossen wurde, die abgestorbenen Bäume als Brennholz zu verwerten. Für den Abtransport des Holzes wurde die Waldeisenbahn Oka-Penkin (Ока-Пенкинской линии) gebaut, die vom Ufer des Flusses Oka in das Waldgebiet ging, das innerhalb von zwei Jahren abgeholzt wurde.
Während des Eisenbahnbooms des späten 19. Jahrhunderts, der zum Bau der Transsibirischen Eisenbahn und vieler anderer Strecken führte, wurde beschlossen, Wladimir und Rjasan mit einer Schmalspurbahn zu verbinden, teilweise unter Wiederverwendung der Waldeisenbahn Oka-Penkin. Der Bau begann im Jahr 1897. Der ursprünglich geplante Streckenverlauf wurde auf Wunsch von Kaufleuten verworfen, so dass die Hauptstrecke anders als geplant durch die Stadt Spas-Klepiki führte. Dies verlängerte die Strecke um 20 Kilometer und erforderte den Bau einer 200 Meter langen Holzbrücke über die Flussauen des Flusses Pra, was sich aber durch die Zunahme des Fracht- und Personenverkehrs amortisieren ließ.
In der Region Spas-Klepiki wurden Baumwollfabriken eröffnet, die mit ihren Rohstoffen fast ganz Russland belieferten. Im Jahre 1898 wurde die Zweigstrecke bis Tuma und 1900 bis Wladimir fertiggestellt. Ab 1901 gab es auf der 211 Kilometer langen Strecke durchgehende Züge vom Bahnhof Rjasan-Pristan bis Wladimir.
Während der Bauarbeiten wurde berücksichtigt, dass in jedem Frühjahr ein Teil der Eisenbahn während des Oka-Hochwassers überflutet würde. Die Meschtschorskaja-Magistrale wurde regelmäßig auf einer Länge von etwa sechs Kilometern unter Wasser gesetzt. Der ursprüngliche Bahnhof Rjasan-Pristan wurde auch immer wieder überflutet.
Um 1924 wurde der Abschnitt von Tuma bis Wladimir auf eine Spurweite von 1520 Millimetern umgespurt. Er ist heute noch in Betrieb. Während des Bürgerkriegs hat die Schmalspurbahn praktisch nicht gelitten, und während der Industrialisierung der 1920er und 1930er Jahre wurde sie durch zahlreiche Stichstrecken für den Holzeinschlag erweitert. Der längste von ihnen führte zu einer Siedlung südlich des Gurejewo-Passes (Гуреево) zum Bahnhof Golowanowo Datscha (Голованова Дача) und dem Tscarus-Sägewerk (Чарусский лесозавод). Am Bahnhof Kurscha-2, der auf dieser Zweigstrecke lag, kam es im Sommer 1936 zu einem Brand, der viele Todesopfer forderte.
Während des Zweiten Weltkrieges näherten sich die deutschen Truppen der Stadt Rjasan bis auf sechzig Kilometer, sodass die Fabriken und deren Ausrüstung über die Schmalspurbahnstrecke weiter ins Landesinnere verlegt werden mussten. In der Nachkriegszeit und den 1950er Jahren wurde die Schmalspurbahn zum Transport von Torf eingesetzt. In dieser Zeit wurde von Dampflokomotiven auf Diesellokomotiven der SŽD-Baureihe ТУ2 gewechselt.

## Höhepunkt und Niedergang

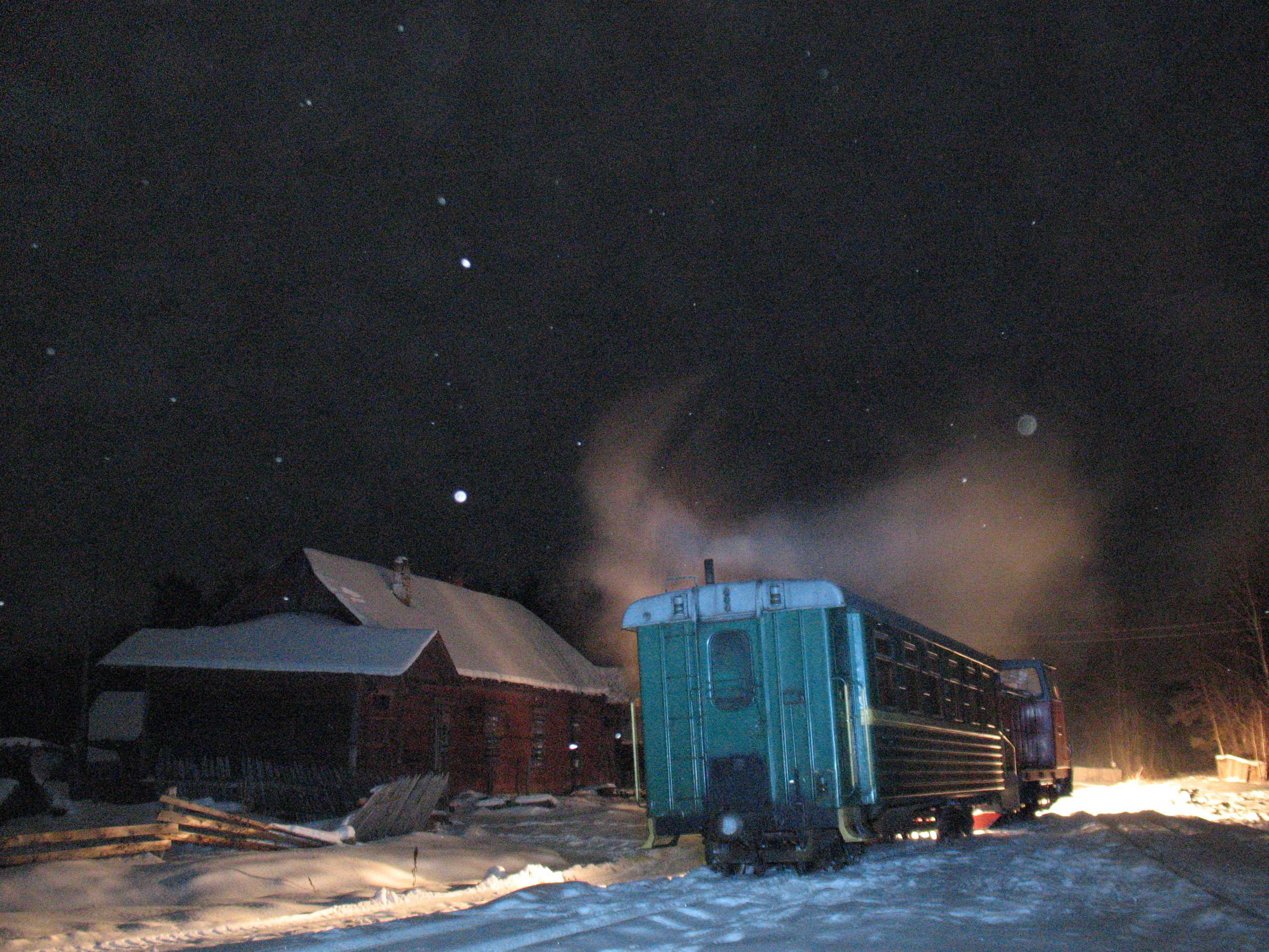
Nachtzug mit der Diesellokomotive TU7A-2895 bei Golowanowo Datscha

Nach dem Bau der Straßenverkehrsbrücke über die Oka im Jahr 1972 und dem Bau der Autobahn begann der Güter- und Personenverkehr der Meschtschorskaja-Magistrale zu sinken, da der Straßentransport Wettbewerbsvorteile gegenüber der Schmalspurbahn hatte. Im Frühjahr 1971 erreichte der letzte Zug den Bahnhof Rjasan-Pristan, und danach wurde ein sechs Kilometer langes Überschwemmungsgebiet nach Schumaschi demontiert. Im Jahr 1976 wurde der Bahnhof Piljowo der Schmalspurbahn mit der Breitspurbahnstrecke Kriwandino–Rjasanowka verbunden.
Die Hauptstrecke Schumasch–Solottscha–Spas-Klepiki–Tuma war bis in die 1990er Jahre in Betrieb. Nach der Stilllegung wurden die Schienen zunächst auf den Strecken Schumasch–Solottscha und Solottscha–Laskowo entfernt, und im Jahr 2000 wurde der Rest der Strecke abgebaut. Die Brücke in Spas-Klepiki brannte im Winter 2003 nieder. Die Schmalspurbahn ist die letzte Strecke in Russland mit einer Spurweite von 750 Millimetern, die von der Russischen Eisenbahn betrieben wird und Teil des allgemeinen Eisenbahnnetzes ist. Die Gorki-Bahn muss die sechs Kilometer lange Strecke im Klepikowski rajon vom Bahnhof Tumskaja bis zum Gurejewski-Pass und weiter bis zur Station Golowanowo Datscha (25 Kilometer weiter) betreiben, da dies die einzige Verbindung des Dorfes Golowanowo in „die große weite Welt“ ist.
Im April 2008 wurde der Betrieb wegen Streitigkeiten mit der Verwaltung der Region Rjasan weitgehend eingestellt. Ab dieser Zeit gab es nur noch Triebwagen. Im Sommer 2010 wurden die Brücken auf der Strecke von Gurejewski nach Golowanowo Datscha durch Waldbrände zerstört. Sie sollten restauriert werden, aber die erforderlichen Arbeiten wurden nie durchgeführt. Im März 2009 klassifizierte die Gorki-Bahn die Gleise und Bauten aufgrund einer am 11. Mai 2008 durchgeführten Inspektion als „Bedrohung der Sicherheit des Zugverkehrs und des Lebens der Fahrgäste“. Es gab insgesamt 79 Verstöße, von denen 27 „die Einstellung des Betriebs erfordern“. Um den Betrieb wieder aufzunehmen, hätten achtzehn Holzbrücken und drei Tunnel ersetzt werden müssen.
Die Kosten für die minimal erforderlichen Arbeiten wurden auf 311,1 Millionen Rubel geschätzt, und 428,3 Millionen Rubel wären für die vollständige Reparatur erforderlich gewesen. Die Kosten für den Betrieb der Straße betrugen 3,991 Mio. Rubel pro Jahr, während die Gebühren (basierend auf 14 Rubel pro 10 Kilometer) 0,336 Mio. Rubel pro Jahr betrugen.
„Derzeit sind die Verwaltung der Region Rjasan und die föderalen Exekutivorgane nicht bereit, diese Ausgaben zu finanzieren.“
In der Realität war der Zustand der Tumo–Golowanowo-Linie jedoch viel besser als der Zustand anderer Strecken, auf denen es noch Personenverkehr gibt, wie zum Beispiel auf der Strecke Sewerodwinsk–Beloje Osero (Северодвинск–Белое Озеро), auf der die Durchschnittsgeschwindigkeit der Züge nur 30 km/h beträgt und auf der Strecke Kadnikowski–Beketowo (Кадниковский–Бекетово).

## Abbau

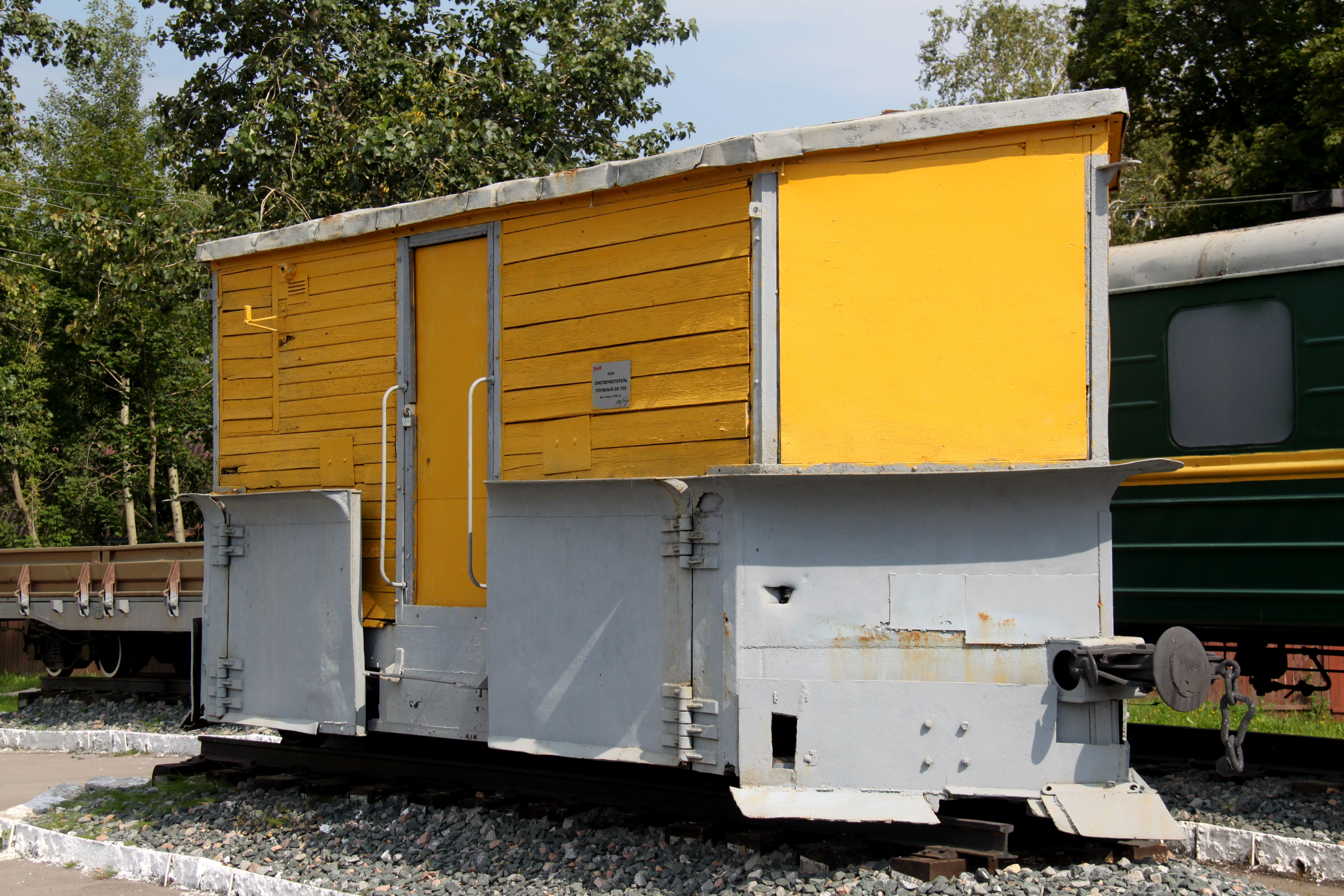
Schneepflug

Anfang Juli 2011 begannen die Arbeiten zur Beseitigung von Schmalspurstrecken im Abschnitt von Gurejewski nach Tumskaja. Später wurde festgestellt, dass der Abbau der Gleise ohne vorherige Entscheidung des Verkehrsministeriums der Russischen Föderation einen Verstoß gegen die geltenden Rechtsvorschriften darstellte.

## Die Meschtschorskaja-Magistrale in der Literatur
Der russische Schriftsteller und Journalist Konstantin Georgijewitsch Paustowski schrieb Ende der 1930er Jahre über die Schmalspurbahn:
„In Guse-Chrustalny, dem ruhigen Tuma-Bahnhof, nahm ich die Schmalspurbahn. Es war ein Zug wie aus Stephensons Zeit. Die Lokomotive pfiff wie ein Samowar mit einem kindischen Falsett. Die Lokomotive hatte einen offensiven Spitznamen: ‚Wallach‘. Sie sah wirklich wie ein alter Wallach aus. In den Kurven grunzte sie und blieb stehen. Passagiere gingen zum Rauchen aus. Den keuchenden ‚Wallach‘ umgab die Waldruhe. Der Geruch wilder Nelken, von der Sonne erhitzt, füllte die Wagen.
Passagiere saßen mit Dingen auf den Bahnsteigen, die nicht in die Wagen passten. Gelegentlich begannen auf dem Weg Säcke, Körbe, Zimmermannssägen umher zu fliegen, und ihre Besitzer, insbesondere eine ziemlich alte Frau, sprangen hinter den Dingen hervor. Unerfahrene Passagiere waren verängstigt aber erklärten mit übereinandergeschlagenen Beinen, dass dieser Zug der bequemste Weg sei, in die Nähe ihres Dorfes zu kommen.
Die Schmalspurbahn in den Mesjtsjerskaja-Wäldern ist die langsamste Eisenbahn in der Union. Die Stationen sind mit harzigen Baumstämmen und dem Geruch von frischen Stecklingen und wilden Waldblumen übersät.“